# Enemy of the Sun
Enemy of the Sun  — немецкая метал-группа, основанная в 2006 году и названная в честь одноимённого альбома группы Neurosis, вышедшего в 1993 году. Самый известный из музыкантов коллектива — гитарист, композитор и продюсер Вальдемар Сорыхта, ранее игравший в таких группах, как Despair, Grip Inc., Voodoocult, а также продюсировал многие известные металл-группы. Также Сорыхта, как и бас-гитаристка, немка русского происхождения Алла Федынич, известная участием в турах Pain, является участником готик-метал-группы Eyes of Eden.
Вокалист — финн Юлес Нявери, как и барабанщик Даниэль Цеман, также играли в группах, достигших определённой популярности, до того как присоединились к Enemy of the Sun.
В начале 2007 года группа записала демо, оценённое такими журналами как Rock Hard и Metal Hammer как лучшее демо месяца ("Demo of the Month"). В июне 2007 года группа играет на разогреве Megadeth во время выступления в Гамбурге, Германия.
7 декабря 2007 года под лейблом Massacre выходит их дебютный альбом Shadows, продюсером которого выступил Сорыхта, и сразу объявляется альбомом месяца по версии журнала Rock Hard.
Летом 2008 года группа выступает на фестивалях Wacken Open Air, With Full Force и Summer Breeze Open Air.
28 мая 2010 года выходит второй альбом группы, "Caedium".
В настоящее время группа занимается концертной и студийной деятельностью, также много внимания участники уделяют другим своим музыкальным проектам. В 2010 году Вальдемар Сорыхта принял участие в туре Sitra Ahra группы Therion в качестве бас-гитариста.

## Дискография
- Shadows (2007)
- Caedium (2010)